# 藤原正教
藤原 正教（ふじわら まさのり、1922年 - 1993年2月）は、日本の教育者、民俗学者。
大分県生まれ。1944年東京高等師範学校卒。大分県立杵築高等学校教諭のほか、熊本県、大分県下の高校教師をへて、大分大学附属中学校教諭、1958年大分県教育委員会指導主事。1972年大分県立別府青山高等学校校長、1973年大分県立大分雄城台高等学校初代校長。79年大分県教育センター所長。1981年大分県立宇佐風土記の丘歴史民俗資料館初代館長。

## 著書
- 『愛と感動と性格の教育』第一法規出版 1981
- 『鬼と仏のおどる里 くにさき歴史物語』山口書店 1984
- 『納屋地区に於ける民俗の研究』復刊 杵築松平藩研究会 2000

### 共編著
- 『歴史,その教育 指導の課題と成果』平田嘉三共編著 葵書房 1965
- 『中学校・研究実践シリーズ 13 中学校公民指導の研究とその実践』編著 内海巌監修 葵書房 1973
- 『学校を創る 新しい高校教育のあり方を求めて』編著 ぎょうせい 1975
- 『ぼくらの大分県 郷土の地理と歴史』編著 ポプラ社の県別シリーズ 1976
- 『郷土史事典大分県』編 昌平社 1980